# Borys Onyschtschenko

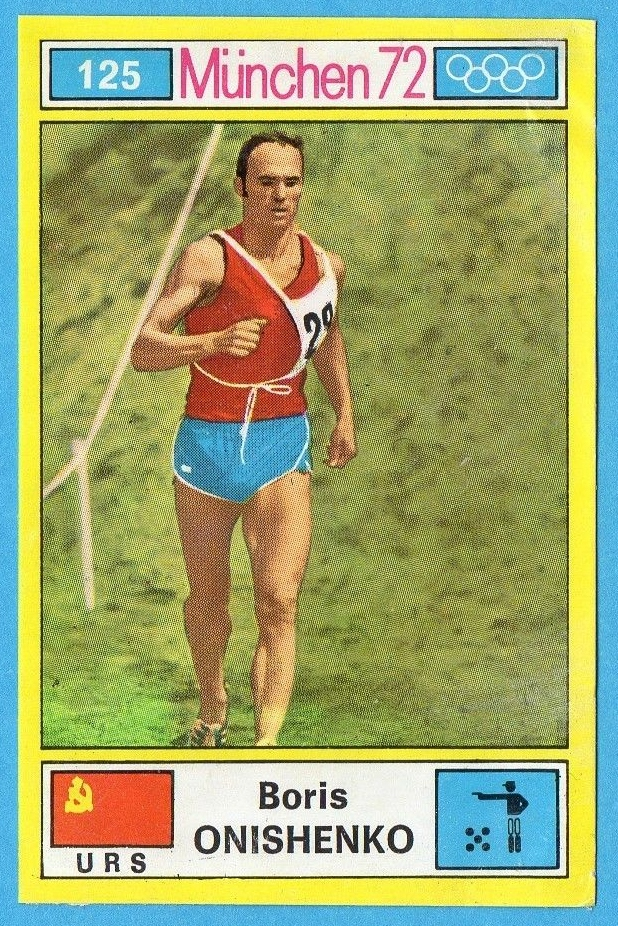
Borys Onyschtschenko 1972

Borys Hryhorowytsch Onyschtschenko (ukrainisch Бори́с Григо́рович Они́щенко, russisch Борис Григорьевич Онищенко/Boris Grigorjewitsch Onischtschenko; * 19. September 1937 in Beresnjaky, Oblast Poltawa, Ukrainische SSR) ist ein ehemaliger ukrainisch-sowjetischer moderner Fünfkämpfer. Obwohl er 1972 mit der Mannschaft Olympiasieger und bei denselben Spielen im Einzel, sowie vier Jahre früher mit der Mannschaft, Silber gewann, wurde er 1976 berühmt, als er beim olympischen Modernen Fünfkampf-Wettbewerb seine Fechtwaffe manipulierte und disqualifiziert wurde.
Onyschtschenko war Angehöriger der Sowjetarmee und nahm bei den Sommerspielen 1968 erstmals an Olympischen Spielen teil. Im Einzelwettbewerb verpasste er als Fünfter knapp die Medaillenränge, mit der Mannschaft schaffte er jedoch den zweiten Rang und gewann seine erste Silbermedaille.
Ein Jahr später wurde er mit der Mannschaft erstmals Weltmeister, was er 1973 und 1974 wiederholen konnte. Zudem wurde er 1969 Vizeweltmeister in der Einzelwertung. 1970 wurde er mit der Mannschaft Vizeweltmeister. Sein bestes Jahr sollte aber 1971 werden, als er Weltmeister in der Einzelwertung wurde. Bei Olympia 1972 ging er als Mitfavorit an den Start. Mit der Mannschaft gewann er den Wettbewerb, in der Einzelwertung wurde er Zweiter.
Bei den Olympischen Spielen 1976 in Montreal ging er wieder als Mitfavorit in den Wettbewerb. Nach dem Springreiten lag die UdSSR auf einem vierten Platz hinter dem britischen Team. Da Onyschtschenko als bester Fechter im Teilnehmerfeld galt, machten sich die Briten wenig Hoffnung, nach dem Zusammentreffen weiter zu führen. Zuerst traf er auf den Laufspezialisten Adrian Parker, der sich beschwerte, dass die Trefferanzeige ohne jede Berührung anschlug. Jeremy Fox, Kapitän der Briten, beobachtete das Duell und bemerkte, dass das Trefferlicht der automatischen Anlage, trotz eines Fehlgehens um fast 20 cm, aufleuchtete. Nach einer Beschwerde der Briten stellte sich heraus, dass der Degen Onyschtschenkos derart manipuliert war, dass dieser mittels eines kleinen Knopfes an der Waffe den Trefferstromkreis willkürlich schließen konnte. Als Ergebnis wurde Onyschtschenko disqualifiziert. Zudem verlor das sowjetische Team ohne einen dritten Athleten seine sicher geglaubte Mannschaftsgoldmedaille. 
Über das weitere Schicksal Onyschtschenkos gab es wilde Spekulationen. Nach einem Bericht des britischen Guardian wurde Onyschtschenko noch während des laufenden Wettbewerbs in die Sowjetunion zurückgeflogen. Nach seiner Rückkehr soll er vor Parteichef Leonid Breschnew zitiert worden sein, der ihm eine Strafpredigt gehalten habe. Des Weiteren sei er unehrenhaft aus der Roten Armee entlassen worden. Außerdem sollen ihm alle sportlichen Auszeichnungen aberkannt worden sein und er habe eine Strafe von 5000 Rubel bezahlen müssen. Im Anschluss daran soll er seinen Lebensunterhalt eine Zeit lang als Taxifahrer in seiner Heimatstadt Kiew bestritten haben. Richtig ist, dass er seine sportliche Karriere beendete. Nach den Berichten einiger ihm nahestehender Sportler soll er bereits einige Monate nach diesem Vorfall rehabilitiert worden sein und seine Arbeit innerhalb der sowjetischen Armee wieder aufgenommen haben. Nach einer beruflichen Laufbahn in der Kiewer Sportverwaltung lebt er mittlerweile als Pensionist in Kiew.
Den britischen Fünfkämpfer Jeremy Fox, der den Skandal aufdeckte, soll das Schicksal Onyschtschenkos, eines langjährigen sportlichen Weggefährten des Engländers, noch während des olympischen Wettbewerbes 1976 sehr belastet haben, was sich auf seine Leistungen in den Folgedisziplinen negativ auswirkte. Dennoch konnte die britische Mannschaft, begünstigt durch das Ausscheiden der Sowjetrussen, aber mehr noch durch die außergewöhnliche Laufleistung Adrian Parkers am letzten Tag des Wettbewerbs die olympische Mannschaftsgoldmedaille erringen.